# Adrar degli Ifoghas
L'Adrar des Ifoghas è un massiccio montuoso (altezza media 600 m) situato nel nordest del Mali, che occupa una superficie di circa 250.000 km² (come la superficie dell'Italia senza le isole).

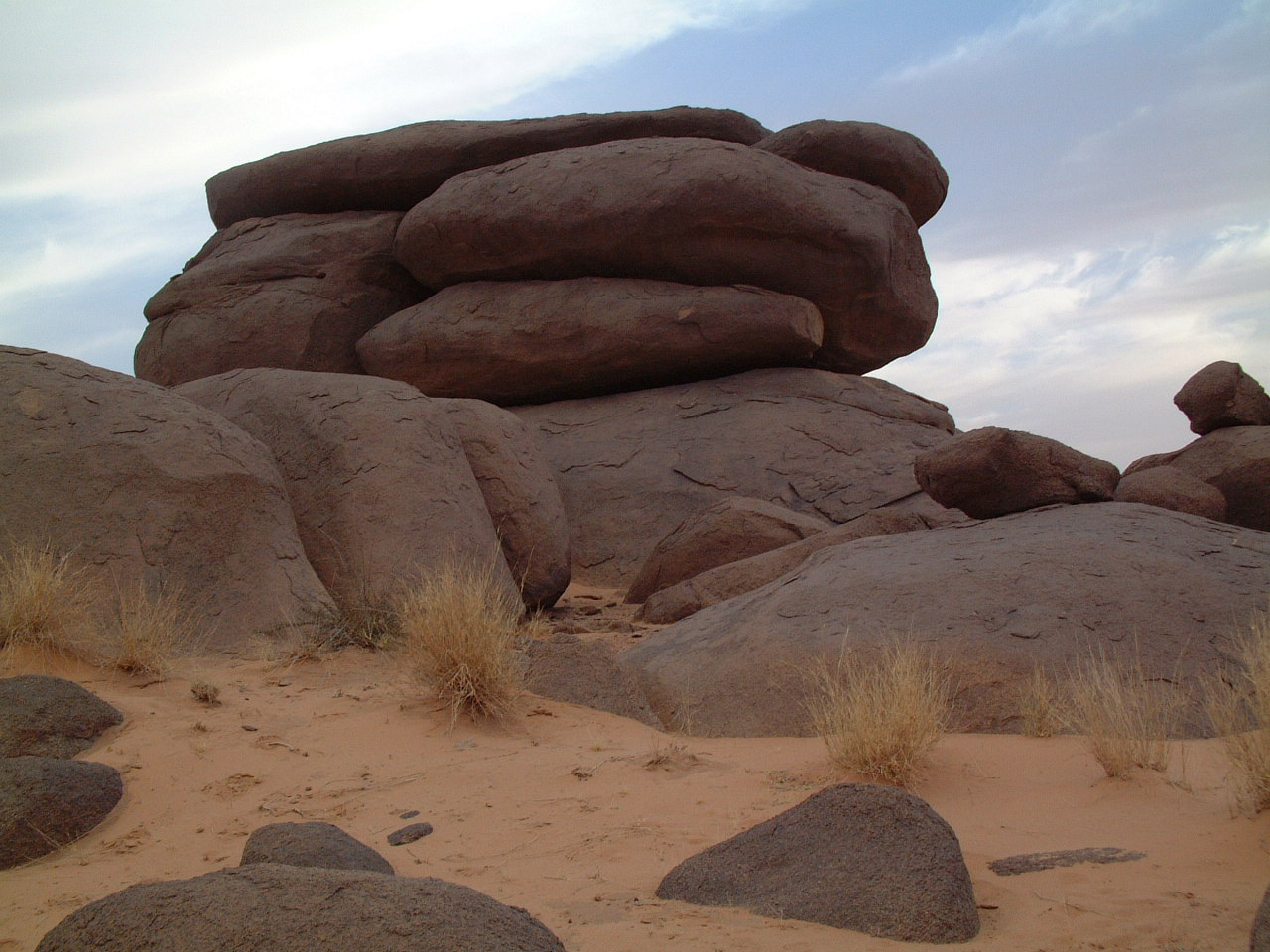
Fenomeni di erosione sulle rocce del massiccio di Timidjèlèline - Adrar degli Ifoghas (Mali)

Il massiccio dell'Adrar è ricco di rocce granitiche levigate dall'erosione ed è solcato da vallate ampie e poco profonde, che sfociano a est sulla pianura della Tamesna, ad ovest sulla fossa di Telemsi, a sud verso il bacino occidentale dell'Azaouak e a nord sul Tanezrouft.
L'Adrar degli Ifoghas è abitato da tuareg. Il nome berbero adrar ("monte") è pronunciato, nel dialetto locale, adagh, e gli abitanti si chiamano genericamente Kel Adagh; la parola Ifoghas è il nome (plurale; al singolare: Afaghis) del clan aristocratico che da molte generazioni detiene il potere politico nella regione. Secondo diversi studiosi il nome di questa popolazione corrisponderebbe a quello dei Furaces citati da Corippo (non va comunque dimenticato che degli Ifoghas si trovano anche in diverse altre regioni del mondo tuareg). A capo di tutte le tribù dell'Adagh vi era un amenukal, eletto in seno alla tribù nobile dei Kel Afella ("Quelli del Nord").
L'economia tradizionale è l'allevamento e il commercio di dromedari, capre e pecore. Al giorno d'oggi la regione si è aperta anche al turismo (trekking), sia per le bellezze naturali di questa parte del deserto (fenomeni di erosione e molte guelta) sia per le numerosi incisioni rupestri che vi si trovano.

## Città principali
- Kidal, capoluogo della  ottava regione del Mali.
- Adjelhoc
- Boughessa
- Essouk
- Tessalit
- etc.